# Leptochelia longichelipes
Leptochelia longichelipes är en kräftdjursart som först beskrevs av Lang 1973.  Leptochelia longichelipes ingår i släktet Leptochelia och familjen Leptocheliidae. Inga underarter finns listade i Catalogue of Life.